# دارا توفيق
دارا توفيق (وُلد عام 1932 وتُوفيَّ في تشرين الثاني/نوفمبر عام 1981) كان صحفيًا وعضوًا بارزًا في الحزب الديمقراطي الكردسْتاني في أواخر الستينيات والسبعينيات. بصفته مستشارًا للزعيم الكردي مصطفى البرزاني، عمل غالبًا كمسيّر لعلاقات الحزب الديمقراطي الكردستاني مع الاتحاد السوفيتي. نظرًا لما يتمتع به من شعبية داخل الحركة القومية الكردية، ركَّزت كتاباته على حركات التحرر الوطني والسلام. بحلول تشرين الثاني/نوفمبر 1981، وبعد معارضتهِ الحرب الإيرانية العراقية (وتُعرف أيضًا بحرب الخليج الأولى) اعتُقل توفيق ولم يره أحدٌ مرّة أخرى.

## الحياة المُبكّرة والتعليم
وُلد توفيق عام 1932 في السليمانية. درس الهندسة المدنية في جامعة بغداد، لكنه طُرد من الجامعة بسبب أنشطته السياسية ثم تابع دراسته في بريطانيا.
بحلول عام 1956، ساعد توفيق جمعية الطلبة الأكراد في أوروبا (KSSE) في يسبادين بألمانيا. عمل توفيق في أواخر الخمسينيات وأوائل الستينيات في بودابست كموظف في أمانة اتحاد الشباب الديمقراطي العالَمي. انتُخب عضوًا في اللجنة المركزية للحزب وذلك في المؤتمر الثامن للحزب الديمقراطي الكردستاني.

## المسيرة المهنيّة
كان توفيق رئيس تحريرٍ لصحيفة الإخوان باللغة العربية التابعة للحزب الديمقراطي الكردستاني. اختير توفيق في شباط/فبراير 1972 للانضمامِ إلى لجنة مكلَّفة بمفاوضاتٍ بين الحزب الديمقراطي الكردستاني وحزب البعث العربي الاشتراكي حول الحكم الذاتي للأكراد في العراق بعد اتفاق السلام لعام 1970. خلال أوائل إلى منتصف السبعينيات، ارتبط توفيق بالفصيل المعتدل للحزب الديمقراطي الكردستاني؛ أولئك الذين قبلوا قانون الحكم الذاتي الذي اقترحته الحكومة العراقية والذين سعوا إلى الاستقلال الثقافي والاقتصادي الكردي ضمن الإطار الوطني في ذلك الوقت.
بعد هزيمة ونفي الحزب الديمقراطي الكردستاني في الحرب العراقية الكردية الثانية، استسلم توفيق للسلطات لكنّه أُعطي منصبًا داخل الحكومة العراقية، وأصبح مديرًا عامًا للمؤسسة العامة للنقل النهري بحلول عام 1978. كان توفيق معارضًا للحرب الإيرانية العراقية التي بدأت عام 1980. اعتقلته قوات الأمن العراقية في تشرين الثانيرنوفمبر 1981 ولم يره أحد مرة أخرى حيث افترضَ الكثيرون أنه جرى إعدامه.